# Parque empresarial de Bobes
Parque empresarial de Bobes es un parque empresarial que se encuentra en Bobes, en el municipio asturiano de Siero, España. Ocupa una superficie total de 1 100 000 m², de la que 693 029 m² corresponden a 124 parcelas industriales; 119 651 m² a zonas verdes, 98 795 m² a viarios y aparcamientos; y 55 303 m² a equipamientos.

## Historia
Se creó en agosto de 1998, cuando el Consejo de Gobierno del Principado de Asturias delimitó y declaró como reserva regional de suelo y actuación urbanística prioritaria el área denominada Siero industrial. En mayo de 2000, el pleno del Ayuntamiento de Siero aprobó un convenio de colaboración con la sociedad mixta Sociedad Mixta de Gestión y Promoción del Suelo, S.A. (Sogepsa) para el desarrollo del área, y en 2003 se revisó el Plan General de Ordenación Urbana para calificar y clasificar correctamente ese suelo. En 2005, la Comisión Urbanística de Ordenación del Territorio de Asturias (Cuota) aprobó el plan parcial, y en 2008 el expediente de expropiación forzosa de los terrenos. El Ayuntamiento aprobó en mayo de 2015 el proyecto de urbanización parcial y las obras de urbanización de la primera fase, que finalizaron a mediados de julio de 2020. Esa primera fase alcanza los 500 005 m², la segunda suma 243 560 m² y ha sido adquirida en su totalidad por la empresa Amazon, mientras que la tercera, de 361 910 m², se encuentra sin desarrollar.